# Weindorf (Murnau am Staffelsee)
Weindorf ist ein Ortsteil des Marktes Murnau am Staffelsee im oberbayerischen Landkreis Garmisch-Partenkirchen.

## Geographie und Verkehrsanbindung
Das Kirchdorf liegt östlich des Kernortes Murnau am Staffelsee. Westlich des Ortes verläuft die B 2, nordöstlich erstrecken sich der ca. 750 m lange und ca. 340 m breite Froschhauser See und der 197 ha große Riegsee.

## Sehenswürdigkeiten
In der Liste der Baudenkmäler in Murnau am Staffelsee sind für Weindorf zwei Baudenkmale aufgeführt, darunter die katholische Filialkirche St. Martin.